# Lycées d'Indre-et-Loire

## Château-Renault
- Lycée professionnel Beauregard

## Chinon
- Lycée professionnel Joseph-Cugnot
- Lycée Rabelais

## Descartes
- Lycée professionnel La Chartrie

## Joué-lès-Tours
- Lycée Jean-Monnet
- Lycée professionnel d'Arsonval

## Loches
- Lycée Thérèse Planiol
- Lycée Saint-Denis (Privé)

## Saint-Cyr-sur-Loire
- Lycée Konan

## Saint-Pierre-des-Corps
- Lycée professionnel Martin-Nadaud

## Tours
- Lycée Saint-Grégoire (Privé)
- Lycée Sainte-Ursule (Privé)
- Lycée Balzac
- Lycée Choiseul
- Lycée Descartes
- Lycée Grandmont
- Lycée Vaucanson
- Lycée Paul-Louis-Courier
- Lycée professionnel Albert-Bayet
- Lycée professionnel Francois Clouet
- Lycée professionnel Gustave-Eiffel
- Lycée professionnel Henri-Becquerel
- Lycée professionnel Victor-Laloux